# Mu Serpentis
Mu Serpentis (μ Ser, μ Serpentis) és una estel de la constel·lació del Serpent, al seu cap (Serpens Caput). Mu Serpentis és una estel blanc de la seqüència principal de tipus A amb una magnitud aparent de +3,54. És a aproximadament 156 anys-llum de la Terra.

En astronomia xinesa, Mu Serpentis s'anomena 天乳 (Pinyin : Tiānrǔ), que significa Llet celeste, perquè aquest estel és el més rellevant de l'asterisme Llet celeste, situat a la casa lunar Di (veure : constel·lacions xineses).